# Organisatie Studenten Kunstgeschiedenis
De Organisatie Studenten Kunstgeschiedenis is de studievereniging van Kunstgeschiedenis aan de Radboud Universiteit. De naam wordt veelal afgekort tot "OSK" en voorheen tot "OSK1977". De leden van de vereniging worden "OSK'ers" genoemd.

## Geschiedenis

### Oprichting
Al vanaf de oprichting van de toenmalige Katholieke Universiteit Nijmegen in 1923 wordt er Kunstgeschiedenis gedoceerd in Nijmegen. Al vrij snel werd er gehoor gegeven aan de belangen van de studenten en werd de eerste studievereniging voor Studenten Kunstgeschiedenis opgericht, Iconodulen. De Iconodulen was een echte gezelligheidsvereniging en bestond vooral uit rechtse studenten. In de jaren zeventig was de universiteit onderhevig aan politieke polarisatie, er was dus een sterke scheiding tussen de conservatief rechtse studenten en de marxistische linkse studenten. Onder de ‘linkse’ studenten ontstond een afkeer van de manier van het bedrijven van het vak kunstgeschiedenis. Men verlangde naar meer diepgang, waar ook plaats is voor technische en sociale kunstgeschiedenis. Na de opheffing van de Iconodulen, werd op 11 november 1977 gehoor gegeven aan deze wens naar verdieping en verandering in de oprichting van de OSK.

## Bestuur
De vereniging wordt in beginsel bestuurd door een dagelijks bestuur. Het dagelijks bestuur bestaat op zijn minst uit twee bestuursleden (een voorzitter en penningmeester), bijna altijd kent de vereniging een derde dagelijks bestuurder in de vorm van de secretaris. Andere bestuursfuncties worden bekleed door de Commissaris Intern of Algemeen Bestuurslid.

## Commissies
Naast haar bestuur kent de vereniging een aantal commissies dat samen de organisatie van de vereniging vormt. Alleen leden van de OSK kunnen plaats nemen in één of meerdere commissies. Commissiesleden gelden als "actieve leden" binnen de vereniging. Het 43e bestuur kent de volgende commissies:
- De (Informele) Activiteitencommissie (Acco) ontfermt zich over de informele activiteiten van de vereniging. Deze activiteiten nemen de vorm aan van grote feesten met de eigen vereniging maar ook feesten in samenwerking met andere verenigingen, zowel binnen de Faculteit der Letteren als daarbuiten. Ook de activiteiten die voorheen vielen onder de OSKokkerelcommissie worden door deze commissie uitgevoerd. Tevens organiseert de Activiteitencommissie de maandelijkse borrel en het jaarlijkse OSK gala.
- De Formele Activiteitencommissie (Faco) ontfermt zich over de formele activiteiten van de vereniging. Deze activiteiten nemen de vorm aan van filmavonden, museum- en stedenbezoeken en verschillende workshops. Tevens ontfermt de Formele Activiteitencommissie zich over de jaarlijkse Carrièredag, die in samenwerking met de opleiding Kunstgeschiedenis wordt georganiseerd.
- De Introductiecommissie (Introco) ontfermt zich over de jaarlijkse Introductieweek. Aan het begin van elk studiejaar organiseert de Radboud Universiteit haar Introductieweek voor de aankomend eerstejaarsstudenten. De Introductiecommissie begeleidt de aankomend studenten, en potentiële OSK'ers, door de stad Nijmegen, het Nijmeegse studentenleven en de studievereniging. Door de studenten kennis te laten maken met de ouderejaars hoopt de vereniging een sociaal en laagdrempelige vereniging te blijven.
- De Reiscommissie (Reisco) ontfermt zich over de grote en kleine reis van de vereniging. De grote reis, die doorgaans in de collegevrijeperiode in mei plaatsvindt, leent zich meer voor het studiegerelateerde van de vereniging en last ook verschillende excursies in als onderdeel van het reisprogramma. De kleinere reis wordt normaliter gezien als een weekend weg met gelijkgestemden. Voorbeelden van reislocaties zijn: Istanboel, Praag, Madrid, Sint-Petersburg en Moskou, maar ook de doorreis door Griekenland.
- De Kascommissie (Kasco) wordt door de Algemene Ledenvergadering belast met het controleren van de kas en de financiële middelen van de vereniging.
- De PR-Websitecommissie (Webcie) ontfermt zich over de mediakanalen van de vereniging, zijnde: Facebook, Instagram, LinkedIn, de website en de Wikipedia-pagina.
- De ARTillerie (ART) is het online Facebook-tijdschrift van de vereniging. De ARTillerie was voorheen een fysiek tijdschrift dat elke vier maanden werd uitgegeven onder de leden van de vereniging en de Universiteitsbibliotheek Nijmegen. Een fysiek tijdschrift bleek niet meer haalbaar en niet duurzaam, daarom opereert de ARTillerie via de verschillende mediakanalen van de OSK.

## Raad van Advies
De vereniging kent naast het bestuur en haar commissies ook een Raad van Advies. Deze Raad bestaat uit, doorgaans drie, oud-bestuursleden van de vereniging. De Raad van Advies geeft gevraagd en ongevraagd advies aan het zittend en het aantredend bestuur. De Raad van Advies wordt door door het bestuur tijdens de Algemene Ledenvergadering aangesteld, maar wordt door de vorige Raad samengesteld, dit om partijdigheid tussen bestuur en Raad van Advies te voorkomen.

## Samenwerkingen

### Kunsthistorische Kring Nijmegen

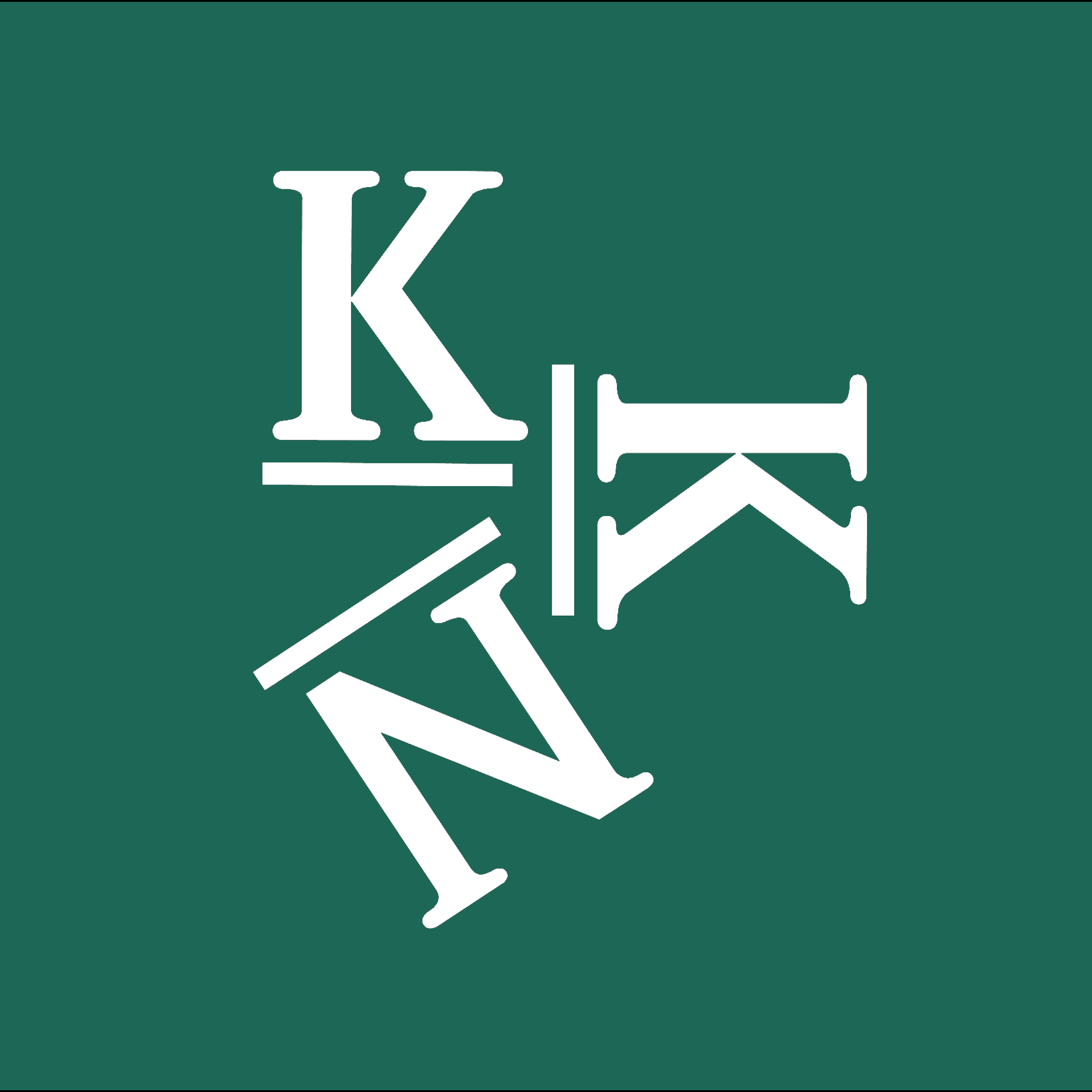
Kunsthistorische Kring Nijmegen

Uit de samenwerking tussen de opleiding Kunstgeschiedenis aan de Radboud Universiteit, het tijdschrift Desipientia en de OSK is de Kunsthistorische Kring Nijmegen (KKN) voortgekomen.
De Kunsthistorische Kring Nijmegen organiseert maandelijkse lezingen waarin het kunstwetenschappelijk onderzoek aan de Radboud Universiteit, het kunsthistorisch en archeologisch erfgoed van de regio Nijmegen en nationaal actueel onderzoek centraal staan. Dit initiatief verbindt studenten, alumni en medewerkers van de Radboud Universiteit in hun gezamenlijke interesse en/of vakgebied.
Het doel van de KKN is het vergroten van de aandacht voor zowel het kunstwetenschappelijk onderzoek aan de Radboud Universiteit te Nijmegen als het kunsthistorisch erfgoed van de regio Nijmegen. Dit biedt ruimte voor dialoog tussen studenten, alumni en medewerkers van de universiteit op basis van hun interesse en/of vakgebied. Daarnaast biedt de KKN ook een platform voor actueel nationaal onderzoek. De KKN streeft ernaar verschillende onderwerpen, onderzoeken en disciplines in haar lezingen naar voren te brengen.

### KunstNed
Sinds 2006 is er een samenwerkingsverband tussen de studieverenigingen kunstgeschiedenis in Nederland. Samen vormen de besturen van Stichting Art (Universiteit Utrecht), Kanvas (Universiteit van Amsterdam), LKV (Universiteit Leiden), Meander (Rijksuniversiteit Groningen) en de OSK KunstNed. Jaarlijks organiseert KunstNed een groot symposium, met een congres in het jaar 2014-2015. Door de handen ineen te slaan hopen de verschillende verenigingen een groter publiek te bereiken.